# Кикинский сельсовет
Кикинский сельсовет — сельское поселение в Каменском районе Пензенской области Российской Федерации.
Административный центр — село Кикино.

## История
Статус и границы сельского поселения установлены Законом Пензенской области от 2 ноября 2004 года № 690-ЗПО «О границах муниципальных образований Пензенской области».
22 декабря 2010 года в соответствии с Законом Пензенской области № 1992-ЗПО в состав сельсовета включены территория упразднённого Мочалейского сельсовета.

## Население
| 2002  | 2010  | 2012  | 2013  | 2014  | 2015  | 2016  |
| ----- | ----- | ----- | ----- | ----- | ----- | ----- |
| 1786  | ↘1637 | ↗2566 | ↘2485 | ↘2411 | ↘2346 | ↘2265 |
| 2017  | 2018  | 2021  |       |       |       |       |
| ↘2216 | ↘2152 | ↘1758 |       |       |       |       |

## Состав сельского поселения
| № | Населённый пункт | Тип населённого пункта       | Население |
| - | ---------------- | ---------------------------- | --------- |
| 1 | Кикино           | село, административный центр | ↘1637     |
| 2 | Мочалейка        | село                         | ↗809      |
| 3 | Телятино         | село                         | ↘202      |